# Perlit (kőzet)

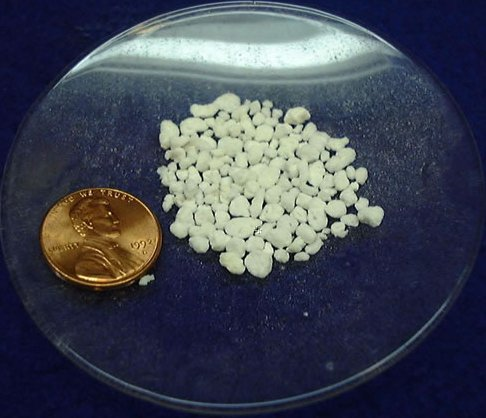
Duzzasztott perlit

A perlit viszonylag magas víztartalmú, speciális riolit- vagy dácitváltozat, természetes körülmények között is előforduló vulkanikus üveg kőzet. A kiömlési kőzetek, savanyú (felzikus) alcsoportjába tartozik. Sajátos tulajdonsága, hogy megfelelő hevítés hatására nagy mértékben megduzzad.

## Előállítás
A felszíni bányászatot követően a perlitkőzetet megőrlik, majd 850–900 C°-ra hevítik. A perlit felülete melegítés hatására meglágyul, a kőzetben kémiailag kötött víz gőzzé változik, és kis kapillárisokon (csatornákon) a környezetbe távozik. A folyamat során az anyag eredeti térfogatának 7-16-szorosára duzzad. A folyamat nagyban hasonlít a pattogatott kukorica készítéséhez.
| Eljárás neve         | Tevékenység                                           | Végtermék                                             | Felhasználási terület                                                                                   |
| -------------------- | ----------------------------------------------------- | ----------------------------------------------------- | --- |
| Előkészítési eljárás | Bányászat, őrlés                                      | Nyersperlit                                           | Perlitduzzasztás, cementgyártás                                                                         |
| Feldolgozási eljárás | Duzzasztás                                            | Duzzasztott perlitek                                  | Építőipar, kertészet, mezőgazdaság                                                                      |
| Nemesítési eljárás   | A perlit kezelése felitatási vagy szórásos eljárással | Hidrofóbizált perlit, kéményszigetelő, lépésálló stb. | A nemesítési eljárástól függ (például hidrofóbizálás -> környezetvédelem, kéményszigetelő -> építőipar) |
| Darálás              | A duzzasztott perlit újradarálása                     | Szűrőperlit                                           | Bortermelés, üdítőgyártás, nyomdaipar, gyógyszeripar, étolajgyártás                                     |

## Tulajdonságok
A duzzasztott perlit fehér színű, nagy porozitású, szemcsés struktúrájú, környezetbarát, természetes kőzet, melynek hőszigetelőképessége magas (λ = 0.045 – 0.070 W/mK)
A perlit tipikus összetétele:
- 70-75% szilícium-dioxid: SiO2
- 12-15% alumínium-oxid: Al2O3
- 3-4% nátrium-oxid: Na2O
- 3-5% kálium-oxid: K2O
- 0.5-2% vas-oxid: Fe2O3
- 0.2-0,7% magnézium-oxid: MgO
- 0.5-1,5% kalcium-oxid: CaO
- 3-5% Izzítási veszteség (kémiai / kötött víz)

A hőkezelés előtti és utáni sűrűség összehasonlítása:
- A nyers perlitkő sűrűsége: kb 1100 kg/m³ (1.1 g/cm³)
- A duzzasztott perlit sűrűsége 30-150 kg/m³

## Felhasználás
Alacsony sűrűsége, viszonylag alacsony ára és jó hőszigetelő képessége miatt a perlitet számos helyen lehet felhasználni.
Az építőiparban a perlitet széleskörűen használják önálló alkotórészként, hőszigetelő vakolatok, betonok adalékanyagaként, könnyűszerkezetek készítésére, és tűzvédelmi célokra. Habarcshoz adagolva a perlit a tűzállóságot növeli, de használják szigetelőanyagoknál vagy kerámiaburkolatoknál az agyaghoz adott adalékként is.
Klímatechnológiában szigetelőanyagként, például a hűtőtárolóknál használatos.
Szűrési segédanyagként is ismert, például a gyógyszeriparban a fermentlé szűréséhez perlitet használnak.
Kertészetben a komposzthoz adagolva a levegő számára jobban átjárhatóvá teszi a komposztot, de emellett megőrzi a jó vízvisszatartó képességét. Vízkultúrás növénytermesztéshez jó közeg készíthető perlit felhasználásával, mert a perlit a nedvességet magába szívja, és csak akkor adja le, ha a környezete azt megkívánja: például szárazság esetén. Vízzel telített állapotában a gyökér köré szórják, így a gyökerekre tapad, és nagy meleg idején a nedvességet a gyökereknek leadja. Szabályozza a növény vízgazdálkodását és javítja a talajklíma állapotát.
Dohányiparban füstszűrőkben szűrőanyagként használják.

## Lelőhelyek, feldolgozó üzemek
Perlitbánya található Magyarországon, Szlovákiában, Ukrajnában, Görögországban és Törökországban is.
Magyarországon jelentős perlit nyersanyag-lelőhelyek találhatóak Pálháza közelében. A rendszerváltás előtt a perlit felhasználását fejlesztésekkel ösztönözték. A rendszerváltás után egy nagyobb építőipari társaság tulajdonába kerültek a pásztói és nyirtelki üzemek, a Tapolcán lévőt felszámolták.
Duzzasztómű üzemel Pilisvörösváron, Olaszliszkán, Erdőbényén, Tökölön és Lepsényben.